# 國殤紀念日
國殤紀念日訂立於每年的11月11日，為紀念在第一次世界大戰中犧牲的軍人與平民而設立的紀念日，又譯「和平紀念日」、「陣亡將士紀念日」。第一個國殤日於1919年在英聯邦舉行，原稱「停戰日」（Armistice Day），於1919年11月7日由時任國王喬治五世創立，紀念1918年11月11日上午11時，德意志帝國代表在康邊停戰協定簽字結束第一次世界大戰。這個節日在不同國家有不同的稱呼：國殤紀念日流行於澳洲、加拿大與英國；虞美人花日（Poppy Day）通用於馬爾他和南非；在美國稱為退伍軍人日（Veterans Day）；在日本由德文「Volkstrauertag」翻譯為國民哀悼日（日語：国民哀悼の日），專指德國的「國殤紀念日」；在法國、比利時及紐西蘭被稱為停戰日（Armistice Day）。

## 佩戴虞美人花
國殤紀念日一般會佩戴一種紅色的虞美人花（和罌粟花同屬不同種），佩戴的原因是一個加拿大軍醫约翰·麦克雷的一首詩《在法蘭德斯戰場》（In Flanders Fields）而來的，虞美人花被選擇是因為第一次世界大戰最慘烈的戰場法蘭德斯盛開著虞美人花，而且虞美人花的紅色正代表了壕溝中的鮮血。後來有人佩戴白色的罌粟花，他們認為這代表和平。现在用于纪念活动的虞美人佩花多为塑料制品。各个国家的式样略有不同，比如英国是有绿叶陪衬的。另外不是所有國家都以虞美人紀念，法國和德國在當日是佩戴矢車菊。

## 世界各地的紀念日

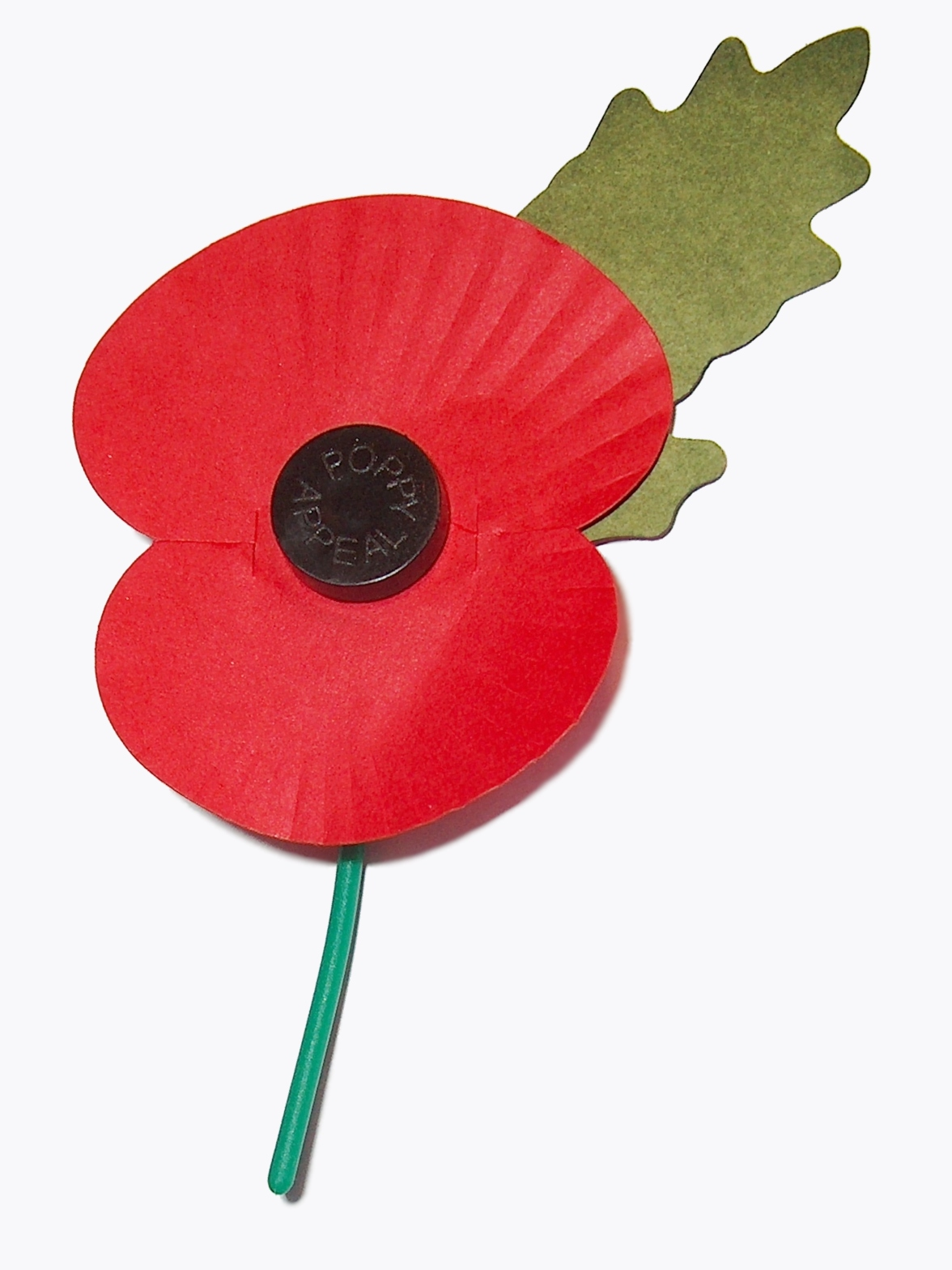
英國皇家退伍軍人協會出售的國殤罌粟花別針

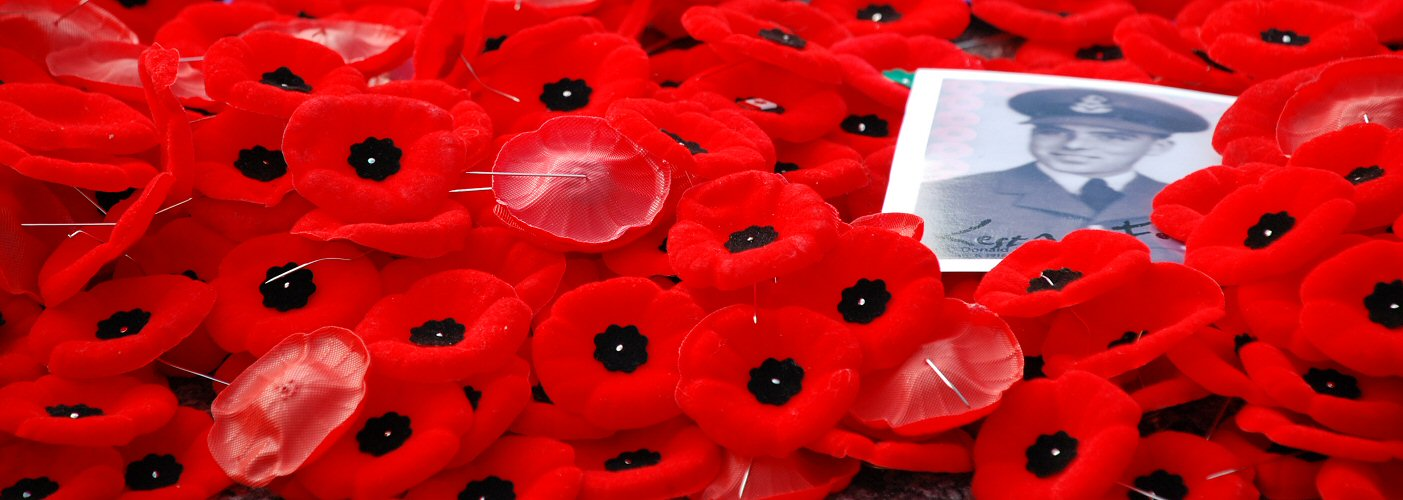
加拿大國殤纪念日佩戴的塑料虞美人

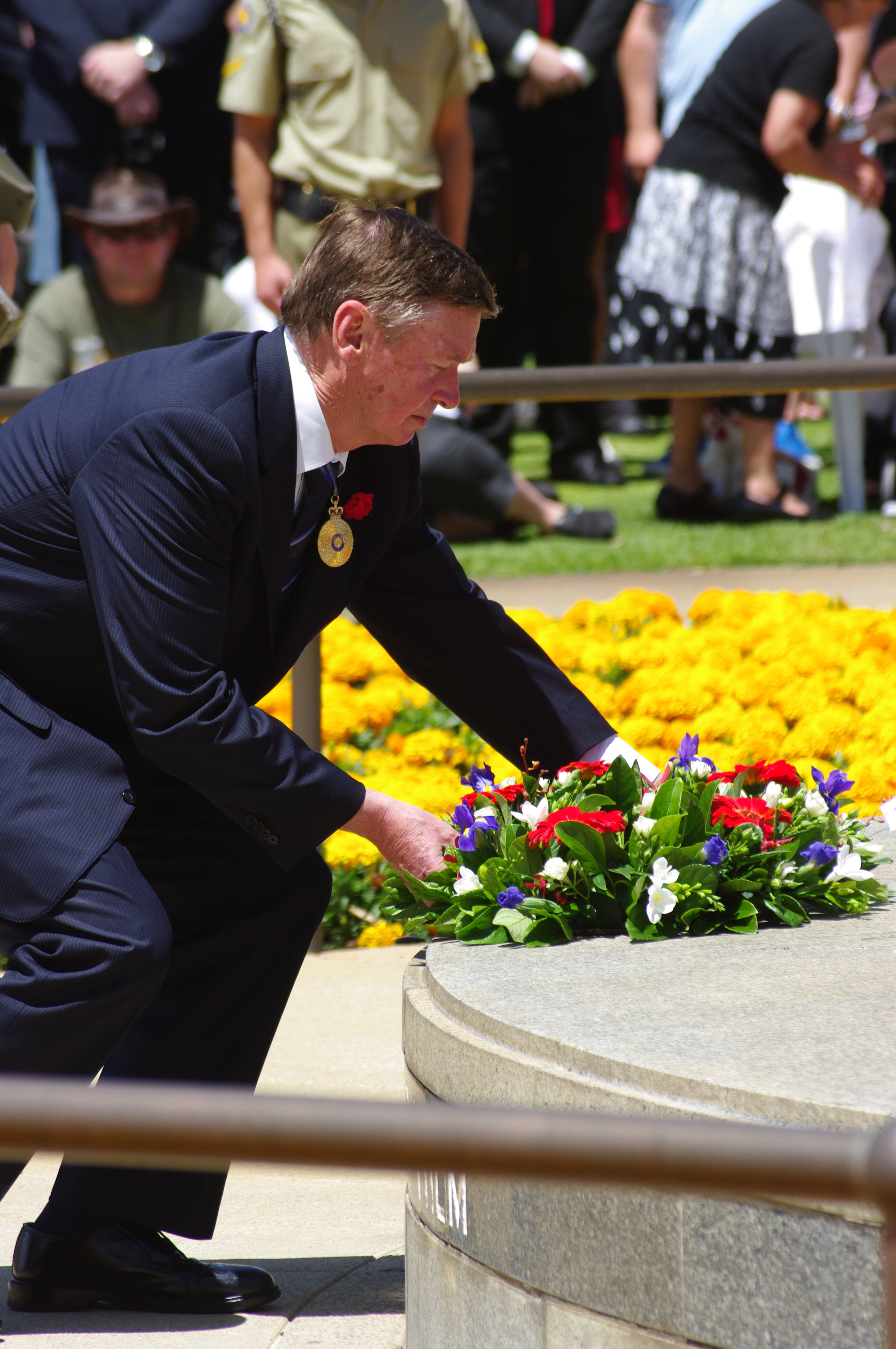
西澳州總督麥庫斯克於2011年11月11日在國王公園獻花

### 英國

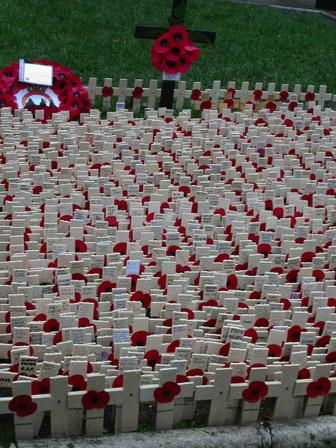
2002年國殤紀念日時，在倫敦的西敏寺外“國殤園”中擺放的臨時紀念牌

在英國，國殤紀念日的主要紀念活動在離11月11日最近的星期日舉行，稱爲「國殤星期日」（Remembrance Sunday），在11月11日當天則進行兩分鐘默哀。此習慣曾一度消失，直到20世紀90年代時經倡議得以恢復。在國殤禮拜日，各地的戰爭紀念場所（紀念碑、園等）會舉行紀念儀式，一般由退伍軍人組織英國皇家退伍軍人協會（Royal British Legion）在當地的分支機構組織。在儀式上，一般會有皇室、各軍種以及當地民政領袖的代表、以及包括退伍軍人組織、學生兵、男女童子軍、基督少年軍、聖約翰救護機構及救世軍等社會組織獻上罌粟花花圈。在11月11日當天的上午11點，在英國各地大多數戰爭紀念場所會由皇家退伍軍人協會組織再度獻花圈。在較大的城鎮，默哀儀式開始或結束時有時會鳴炮敬禮。許多公司和雇主也會在上午11點在工作場所組織工作人員和顧客參與兩分鐘默哀。多數人都會停下手頭的工作或生意，停步低頭參加默哀。
主要的全國性儀式在倫敦中心區的白廳舉行，由貴賓、公衆、各軍種和民事制服部隊（例如商船隊、皇家海岸警衛隊等）的儀仗隊參加。英國皇室成員經由外交及聯邦事務部大樓步行來到位于白廳的和平紀念碑（Cenotaph）右側集合。在大笨鐘敲響11點整時，皇家馬炮隊的國王分隊在骑兵卫队阅兵场（Horse Guards Parade）鳴禮炮，標誌兩分鐘默哀儀式開始。默哀結束后，由皇家海軍陸戰隊的號手吹響《最後一崗》，然後由皇家空軍的小號手吹奏《起床號》（The Rouse）。然後由英國君主和著軍裝的其他資深皇室成員獻花圈。之後，在瓦爾赫所作的《貝多芬葬禮進行曲》的樂聲陪伴下，其餘觀禮人員依次獻花圈，次序如下：英國首相、英國及各部的各大黨黨魁、代表各英聯邦國家的駐倫敦高級專員、外交及聯邦事務大臣（代表各海外領地）、第一海軍大臣、總參謀長、空軍參謀長、商船隊代表、漁船隊代表、商用航空隊代表。不參加儀式的皇室成員一般會在外交及聯邦事務部大樓的陽臺上觀禮。儀式由倫敦主教主持，由皇家禮拜堂唱詩班唱頌歌，英國各宗教的代表出席儀式。在獻禮儀式結束時，皇室成員及公衆會合唱英國國歌，之後皇室成員離場。

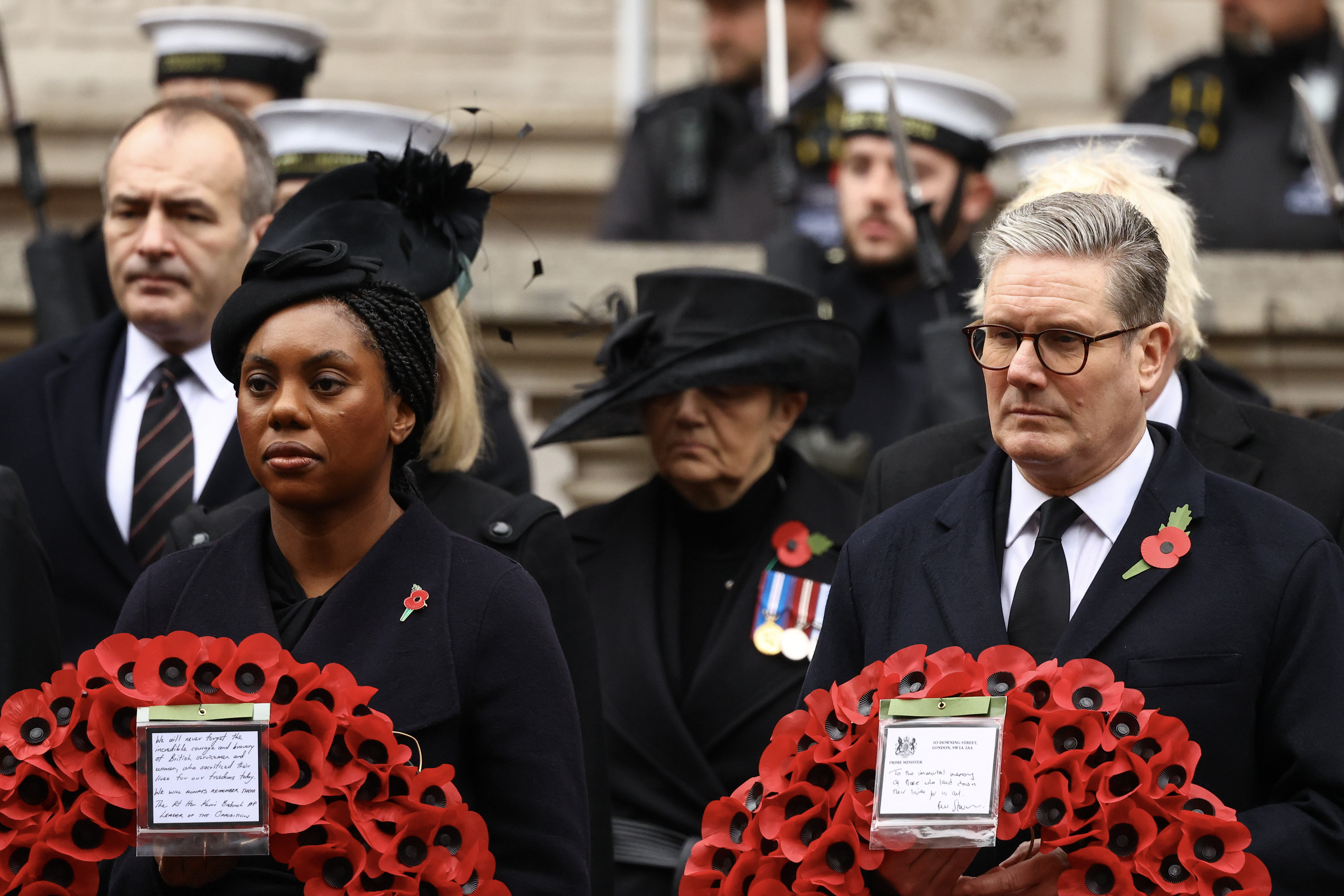
首相施紀賢和反對黨領袖凱米·巴德諾赫，摄於2024年11月10日的國殤紀念日

皇室成員離場時，各軍種的儀仗隊以正步行進隨後離場，成爲國殤日閲兵式的引導隊伍，預備部隊及學生軍、聖約翰救護隊、倫敦救護隊，以及第二次世界大戰、朝鮮戰爭、福克蘭群島戰爭、海灣戰爭、科索沃戰爭、波斯尼亞戰爭、北愛爾蘭衝突、伊拉克戰爭、阿富汗戰爭等戰爭中參戰的軍人加入閲兵式遊行隊伍。最後一次有第一次世界大戰老兵參加的遊行是2008年。在遊行隊伍經過戰爭紀念碑時，老兵們會獻花圈。一名皇室成員會在騎兵部隊校場檢閲遊行隊伍並受禮。
在英國，除了國殤紀念日外，自2009以來在每年六月還設有一個軍隊紀念日（原稱老兵節）。在英格蘭，幾乎每個足球队都會紀念國殤紀念日，紀念第一次世界大戰中不幸死亡的軍人和平民。

### 加拿大
在加拿大，國殤紀念日（Remembrance Day）並不是每一個省都是放假的，共有安大略省、魁北克省和新斯科舍省這三省不放假，但在其他省則有放假，不過有一些私人企業則不會放假，紀念是由每一年的第十一個月的第十一天第十一個小時開始，數萬人聚在首都渥太華市的國家戰爭紀念址，為戰爭中不幸死亡的軍人和平民祈禱，學校也會訟讀《在法蘭德斯戰場》這一首詩。國殤紀念日在加拿大的民間受到高度重視，在10月最後一個星期五，民眾開始普遍佩戴虞美人花，一直到11日11時默哀。虞美人花原本應該在默哀後摘下丟入墓地，因此現在大部分人在默哀後摘下。

### 澳洲
在澳大利亞，國殤紀念日（Remembrance Day）是11月11日，但不是公眾假期。纪念仪式在上午11時舉行在戰爭紀念館和全國各地的學校举行。澳洲另有更重大的澳纽軍團日（4月25日）纪念在各次战争中阵亡的将士，因此國殤紀念日相對式微，其重视程度远不如英国及加拿大等国，民眾中也鲜有佩戴虞美人花。不過，官方仍有小規模的紀念儀式，在當地各行各業會在這一天的上午十一時，無論男女老少皆暫時停下手邊的工作，誠摯默哀致意，可見仍有其重視度。

### 紐西蘭
在紐西蘭，11月11日的紀念不甚重要，對一次大戰的纪念活动集中於澳紐軍團日（4月25日）举行，被民间称为虞美人花日（Poppy Day）通常是在澳纽軍團日之前的星期五。二战前澳纽軍團日和停戰日（Armistice Day）同时具有纪念一次大战中阵亡的将士的活动，但停戰日不如澳紐軍團日重要。二次大戰後政府试图将停戰日轉為國殤紀念日（Remembrance Day），但沒有成功。从1950年代中期开始，这一天幾乎被忽略，甚至连一些教會和退伍軍人組織都停止了纪念活动。现在只有很少的组织和地方在11月11日举行纪念活动。

### 马来西亚

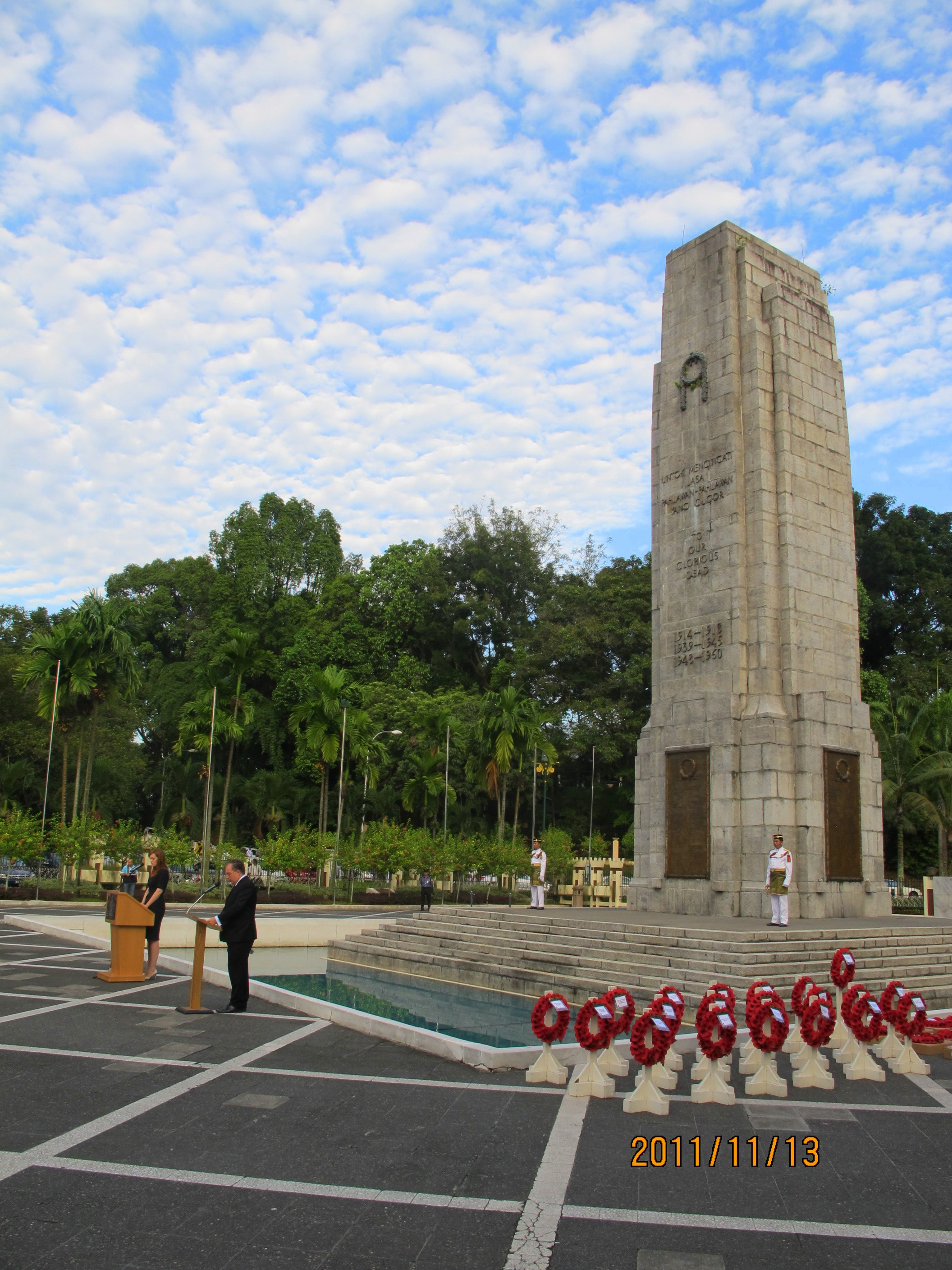
马来西亚国家英雄纪念碑附近的纪念柱

马来西亚与其他英联邦国家相同，11月11日被政府定为國殤紀念日。每年的國殤紀念日活动都会在位于吉隆坡国会路的国家英雄纪念碑（National Monument）附近的纪念柱举办。马来西亚政府相关部门的代表以及来自英联邦各国的驻马最高专员、士兵和民众都会出席。整个哀悼仪式也保留和延续了英国与英联邦的传统。

### 香港

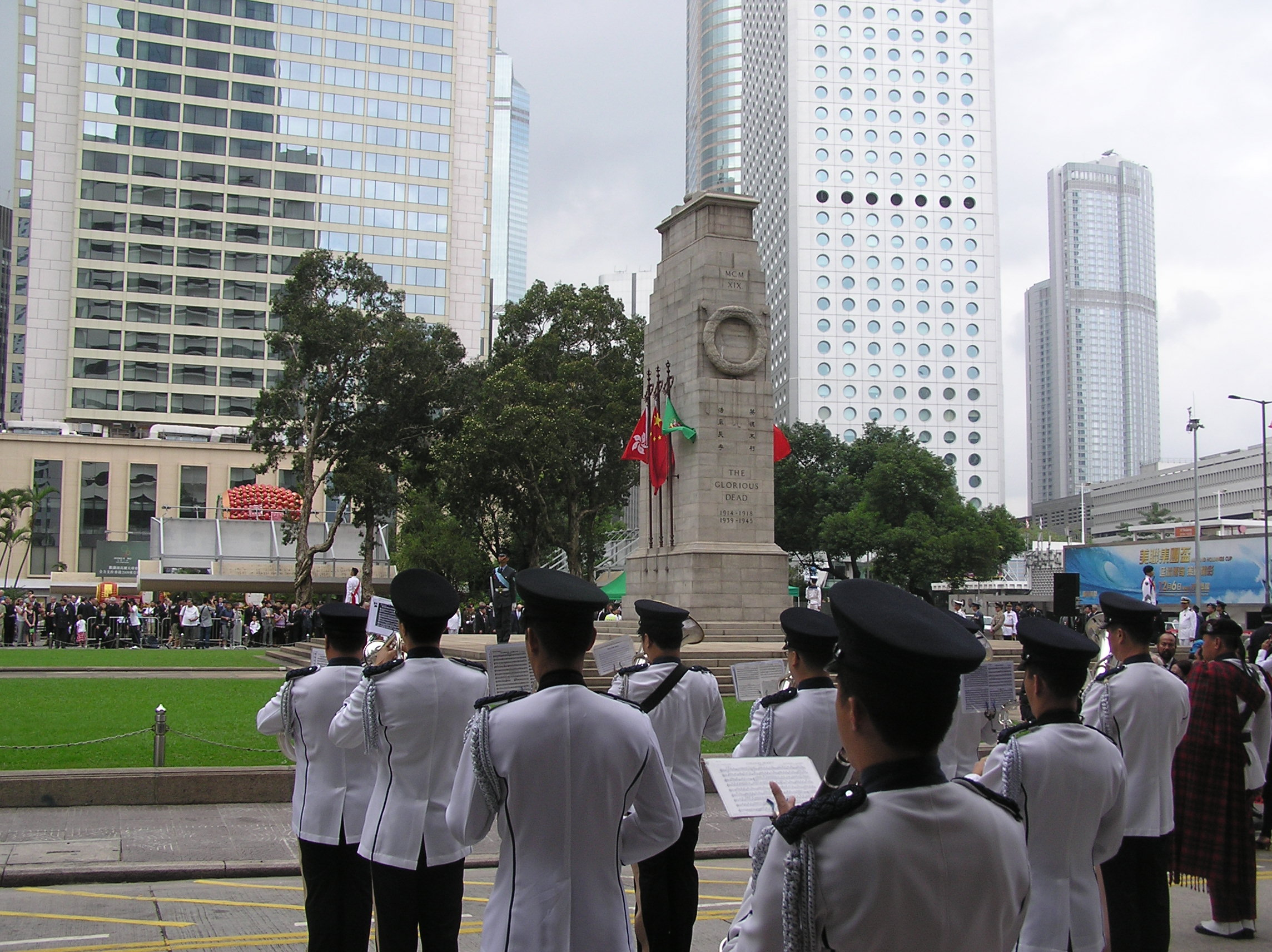
2009年香港和平紀念日

香港的和平紀念日原先是每年11月11日（1919年開始），紀念第一次世界大戰結束重歸和平，1945年香港重光後改為11月的第二個星期日（又稱Remembrance Sunday Day）。駐港英軍、香港軍事服務團、皇家香港軍團會配合駐港英軍樂隊從兵營巡遊至中環和平紀念碑，香港總督和政府官員會在中環和平紀念碑紀念第一次世界大戰和悼念陣亡戰士。
香港主權移交後，立法會1998年9月9日通過《1998年假期（修訂）條例草案》包含廢除抗日戰爭勝利紀念日公眾假期 1997年7月1日前稱《重光紀念日公眾假期》，被佛誕假期取代紀念第二次世界大戰的重光紀念日，悼念活動合併在每年11月第二個星期日的和平紀念日舉行。每年的紀念活動由香港退伍軍人聯會舉辦，在中環和平紀念碑舉行。香港政府官員和多個宗教領袖出席（包括聖公會、天主教、東正教、佛教、道教、孔教、回教和錫克教）。紀念儀式沿用英聯邦儀式，包括奏起《最後崗位》（The Last Post），並默哀2分鐘，後再響起「Reveille」，再放置花圈及禱告，誦讀Ode of Remembrance。在儀式上，香港警察樂隊吹奏樂曲，香港航空青年團、香港少年領袖團、香港海事青年團負責儀仗，香港聖約翰救傷隊，香港女童軍總會，香港童軍總會和香港航海學校也會在場。

### 美國
在美國，11月11日是退伍軍人紀念日是美國聯邦假日，這是美國重要的全國性節日，藉由此節日向退伍軍人、特別是由戰場返國的退伍軍人表達敬意。最初，美國總統威爾遜曾將11月11日定名為休戰日，紀念第一次世界大戰於1918年11月11日上午11點正式停戰，後改為退伍軍人紀念日。
而美國國殤紀念日，指的是陣亡將士紀念日，為5月的最後一個星期一，為紀念南北戰爭以來陣亡的美軍將士。

### 引用
1. ↑  . rsa.org.nz.   [2006-11-07]. （原始内容存档于2010-06-04）.
2. ↑  . networkoflight.org.   [2006-11-07]. （原始内容存档于2019-05-14）.
3. 1 2  Hall, Robert. . BBC News (BBC). 1999-11-11  [2011-11-11]. （原始内容存档于2020-09-18）.
4. ↑  Anon. . The Royal Borough of Windsor and Maidenhead.   [2009-11-11].[]
5. ↑  . BBC. 1999-11-11  [2011-11-11]. （原始内容存档于2020-09-18）.
6. ↑  Ministry of Labour and Advanced Education. . Queen's Printer for Nova Scotia.   [2011-11-11]. （原始内容存档于2013-05-17）.
7. ↑  . Statutory Holidays Canada.   [2011-11-11]. （原始内容存档于2022-02-13）.
8. ↑  . Mch.govt.nz.   [2011-11-11]. （原始内容存档于2022-03-05）.
9. ↑   (PDF). Antiquities Advisory Board.   [20 November 2018]. （原始内容存档 (PDF)于2021-11-13）.
10. ↑   (PDF). 香港特別行政區立法會. 1998-09-09  [2018-10-27]. （原始内容存档 (PDF)于2019-05-13）.
11. ↑  . The Hong Kong Ex-Servicemen's Association.   [2022-04-18]. （原始内容存档于2021-11-13）.
12. ↑  . The Hong Kong Jockey Club. 12 November 2012  [20 November 2018]. （原始内容存档于2020-08-06）.

## 外部連結
- The History of Poppy Day
- Video record of Remembrance day rituals 2005 in South London
- The Poppy Appeal（页面存档备份，存于）